# Кхаджураго
Кхаджураго (англ. Khajuraho) — великий комплекс індуїстських храмів північноіндійського типу з баштами параболічних контурів, збудований між 954 і 1050 роками в індійському штаті Мадг'я-Прадеш, де зараз проживає близько 20 тис. жителів. Зараз збереглося близько 20 храмів, найбільший з яких, Кандар'я-Магадева, був збудований у 9 столітті. Комплекс відомий своїми витонченими скульптурами, що зображають сексуальні сцени з Камасутри та сцени групового сексу і зоофілії. Ділянка часто відвідується туристами, а з 1986 року входить до списку Світової спадщини ЮНЕСКО.

## Походження
У минулому Кхаджураго був величезним містом, зараз його мальовничі руїни займають площу приблизно 14 км². Храми Кхаджураго споруджені за часів династії Чандела, яка правила в 850—1150 роках. Місто було їхньою культурною та релігійною столицею. Більшість храмів побудовані в період між 950 і 1100 роками.
Із 85 храмів збереглося тільки 20, які утворюють три групи і належать до двох різних релігій — індуїзму і джайнізму, демонструючи органічне поєднання між архітектурними формами і скульптурою. Світські споруди в Кхаджураго не збереглися. Храми Кхаджураго зберігають стильову спільність із храмами північного, індоарійського типу. Одночасно, вони мають особливості в композиції, інтер'єрі, пластичному оздобленні. Для представленого тут північноіндійського стилю «нагару» характерні три елементи: квадратне святилище (санктум санкторум), один або два ряди трансептів і шикхара, що вінчає храм.
Після падіння династії Чандела місто було частково зруйновано і в період мусульманського правління загубилося в джунглях. У 1838 році місцеві провідники привели капітана британської армії Т. Берта до загублених храмів, завдяки чому вони знову стали відкриті для широкої громадськості. Засновник індійської археології Александр Каннінгем повідомляв, що через кілька років після повторного відкриття Кхаджураго храми таємно використовувалися йогами й індусами для проведення духовних практик. Туди стали стікатися паломники в дні проведення великих свят, таких як Маха-Шиваратрі. У 1850 році індолог Фредерік Мейсі зробив перші олівцеві замальовки архітектурних деталей Кхаджураго.

## Монументальна архітектура Кхаджураго
Комплекс Кхаджураго є кульмінацією розвитку середньовічної архітектури в Північній Індії. Храми присвячені божествам шайвізму, вайшнавізму і джайнізму. Майже всі храми побудовані зі світло-коричневого пісковику на високій масивній платформі без характерної для індійських храмів огорожі. Будівлі розташовані трьома компактними групами. Найвидатнішими вважаються храми західної групи. Серед них виділяється храм Чаунсат Йогині («Храм 64 послушниць»), один із найдавніших храмів, присвячених богині Калі. Найбільший храм належить тій же групі, це храм Кандар'я-Магадева, присвячений Шиві. Стіни храмів покриті вишуканою різьбою по каменю. Скульптури і рельєфи зображають різних міфологічних героїв, тварин, музикантів, танцюристів і закоханих.
Деякі з храмів, такі як храм Деві Джагадамбі, присвячений Матері Всесвіту, рясно прикрашені еротичними скульптурами, які деякі індологи пов'язують із тантричними практиками. Більшість храмів Кхаджураго присвячено основним богам індуїзму (Шиві та його дружині, а також Вішну), проте серед пам'яток також трапляються храми джайнів і другорядних (місцевих) божеств.
Західна група складається із дев'яти індуїстських храмів і тільки п'ять із них становлять найбільший інтерес як для туристів, так і для фахівців. Чотири храми джайнів східної групи виконані не настільки якісно і вишукано. На півдні розташовано кілька другорядних храмів, які відвідують, переважно, туристи, що цікавляться історією. У цілому із 22 храмів популярні тільки п'ять храмів із західної групи, щорічно приваблюють тисячі туристів.
Більшість індуїстських храмів зведено за загальним задумом і планом, розрізняючись у деталях. Усі вони симетрично збудовані відносно осі схід—захід. Загальний план відповідає фрактальній геометрії і відображає синтез індуїстської космології і філософії. Три храми побудовані з граніту: до них відносяться Чаунсат Йогині, Брахмі і Лалгун Магадева. Решта храми Кхаджураго виконані з пісковику, колір каменю варіюється від темно-жовтого до світло-жовтого, трапляється рожевий. Уважається, що матеріал для будівництва добували в місті Панна (сучасний штат Мадг'я-Прадеш) на східному березі річки Кен.
До особливостей храмів Кхаджураго відносять компактність, вертикальна витягнутість, відсутність стін навколо храмів, високі платформи-тераси (джагаті), відкриті галереї навколо храму, а також багата скульптура. Усі храми побудовані за однаковим планом. Вони включають вхід-портик або вхідний павільйон (ардга-мандапа), відкриту галерею-вестибюль (мандапа), центральну залу храму (мага-мандапа) і святилище (санктум).
У великих храмах бічні трансепти мають вікнами з балконами для вентиляції. Над балконами розміщені розкішні скульптурні групи, які показують сцени з життя богів. Сонячне світло з вікон освітлює внутрішню центральну залу. Схематично храм із двома парами трансептів уздовж осі схожий на латинський хрест. Деякі з великих храмів мають додаткові святилища (каплиці) по чотирьох кутах платформи. Храми мають підкреслено високу основу, платформу-терасу (джагаті). За її периметром розміщені серії чудових орнаментів. Пишні рельєфи змінюють одне одного, як кадри з фільму про життя династії Чандела. Стіни храмів покриті двома і більше рядами вишуканих скульптур. Досконала краса проявляється в кожній статуї з її культом витонченості і досконалості. Храмова скульптура є головною привабливою особливістю Кхаджураго.
Над стінами височіють склепіння, що складаються з ряду рукотворних піків. Стародавні писання порівнюють їх із гірською грядою гори Кайлаш (у Шиви) або Меру (у Вішну). Висота склепінь поступово збільшується від найнижчого рівня (розташовується над входом-портиком) до найвищого, шикхара (розміщується над святилищем). Склепіння збудовані по одній осі, кожен із них має пірамідальну форму.

## Внутрішній устрій і оздоблення храмів
Вхід-портик у храм є довгастим проходом у наступний відкритий вестибюль (мандапу). Він багато прикрашений кругової гірляндою з каменю. Орнамент складається з любовних пар, красивих квітів і міфічних тварин. У мандапі простір розширюється. Вестибюль прикрашений балюстрадою (какшасаной), різьбленею стелею, колонами і пілястрами. Центральний зал (маха-мандапа) є закритим приміщенням усередині бічних трансептів. У великих храмах у центрі зали розташоване квадратне піднесення (антарала) з колонами по кутах, яке перегороджує прямий шлях до святилища. Вхід у святилище завжди багато декорований. Усередині нього міститься мурті, статуя божества або лінгам (якщо храм присвячений Шиві). Інтер'єр храмів рясно прикрашений деталями і скульптурою. Стеля покрита майстерним геометричним малюнком. Найзнаменитіший елемент внутрішнього оздоблення представлений підпорами-фігурами апсар. Образи апсар, котрі є шедеврами середньовічної скульптури, зображені в чуттєвих позах й ідеально відполіровані каменерізами. На фасаді святилища найчастіше поміщають дві або три групи статуй божеств та їхніх супутників, точні копії із зовнішнього фасаду храму.

## Скульптурні композиції Кхаджураго
Скульптура храмів Кхаджураго бере витоки із середньовічної школи Ориссі і перевершує її у витонченості зображення. Усі скульптури комплексу можна розділити на п'ять категорій.
Скульптури божества, якому присвячений храм. Трапляються в нішах на стінах, а також у великих і середніх барельєфах на фасадах храмів й у внутрішньому оздобленні. Скульптури в нішах виконані відповідно до релігійних канонів, закладеними в Агамах. Божества можна відрізнити за особливими ознаками: за коронами, атрибутами в руках, прикрасами (каустубха), намистами або гірляндами (ванамала) і браслетами, за їздовою твариною.
Скульптури супутників божеств. До них належать подружжя божеств (Лакшмі або Парваті), їздові тварини (Гаруда або Нанді), супутники (Вішваксена), святі мудреці-ріші. У деяких божеств може бути група осіб, що супроводжує його.
Напівбоги і духи. До них відносяться апсари, гандгарви і сурасундарі (небесні красуні). Вони представляють найвідомішу і найчисленнішу групу скульптур Кхаджураго. Трапляються у великих і середніх барельєфах на фасадах храмів, на внутрішніх стінах, колонах і стелі. Зображуються у вигляді прекрасних жінок (чоловіків), убраних у багатий одяг і прикрашених коштовностями.
Світські образи. Скульптури, присвячені правителям-покровителям будівництва та утримання храму. До них відносяться правителі й їхні сім'ї, а також сцени з повсякденного життя царського двору. Скульптурні композиції представлені вчителями та учнями, сценами домашнього побуту, танцюристами і музикантами, закоханими парами або еротичними групами.
Скульптури тварин. На барельєфах представлені різні тварини, притаманні для Стародавньої Індії, а також міфічні тварини. До частих образів відносяться слони, коні, кабани, мавпи, собаки, птахи.

## Еротизм Кхаджураго

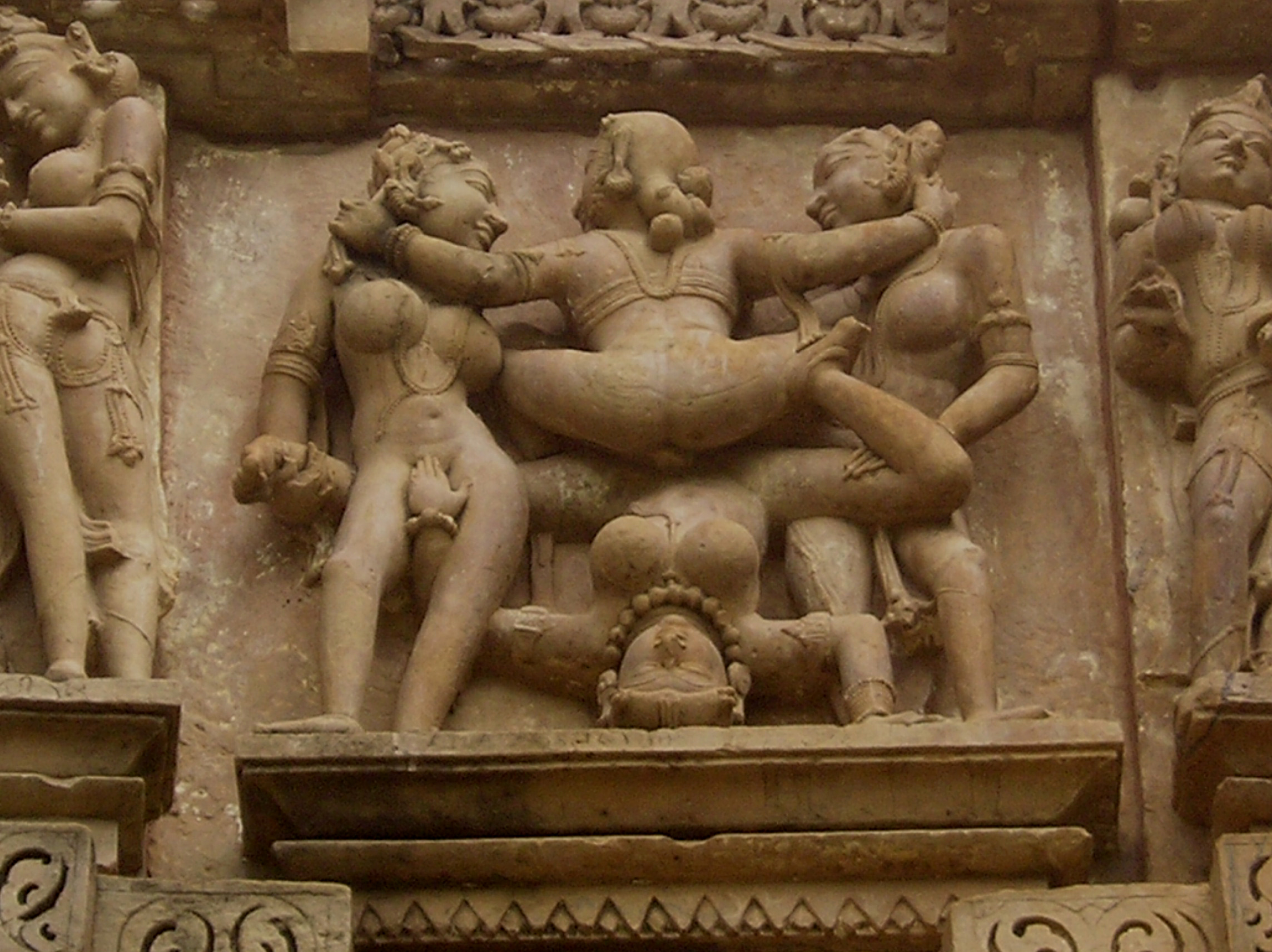
Деталь фасаду храму Вішванатха (Шиви)

Кхаджураго став символом еротичної скульптури. Еротичні скульптури і барельєфи дають уявлення про сексуальне життя в Стародавній Індії, проте із трьох цілей сексу в індуїстської філософії (продовження роду, задоволення і просвітництво) в еротичних сценах представлено тільки задоволення.
Витончені жінки (сурасундарі) та їхні супутники представлені в життєвих сценах. Сурасундарі може роздягатися, позіхати, чухати бік, торкатися грудей, умиватися, витягувати скалку з ноги, пестити дитину, грати з домашнім вихованцем, писати лист, грати на флейті. Жінки танцюють і співають, тримають квіти лотоса, дзеркало, посудину з водою, пахощі й інше.
Еротичні сцени трапляються на фризах платформ, а також у великих, середніх і малих барельєфах на фасадах храмів. Часто любовні пари поміщені в місцях з'єднань між окремими архітектурними елементами храмів на фасаді будівлі (наприклад, з'єднання святилища з центральною залою). Усі еротичні сцени розташовані на зовнішніх стінах за межами храму і немає жодної з них усередині храмів.

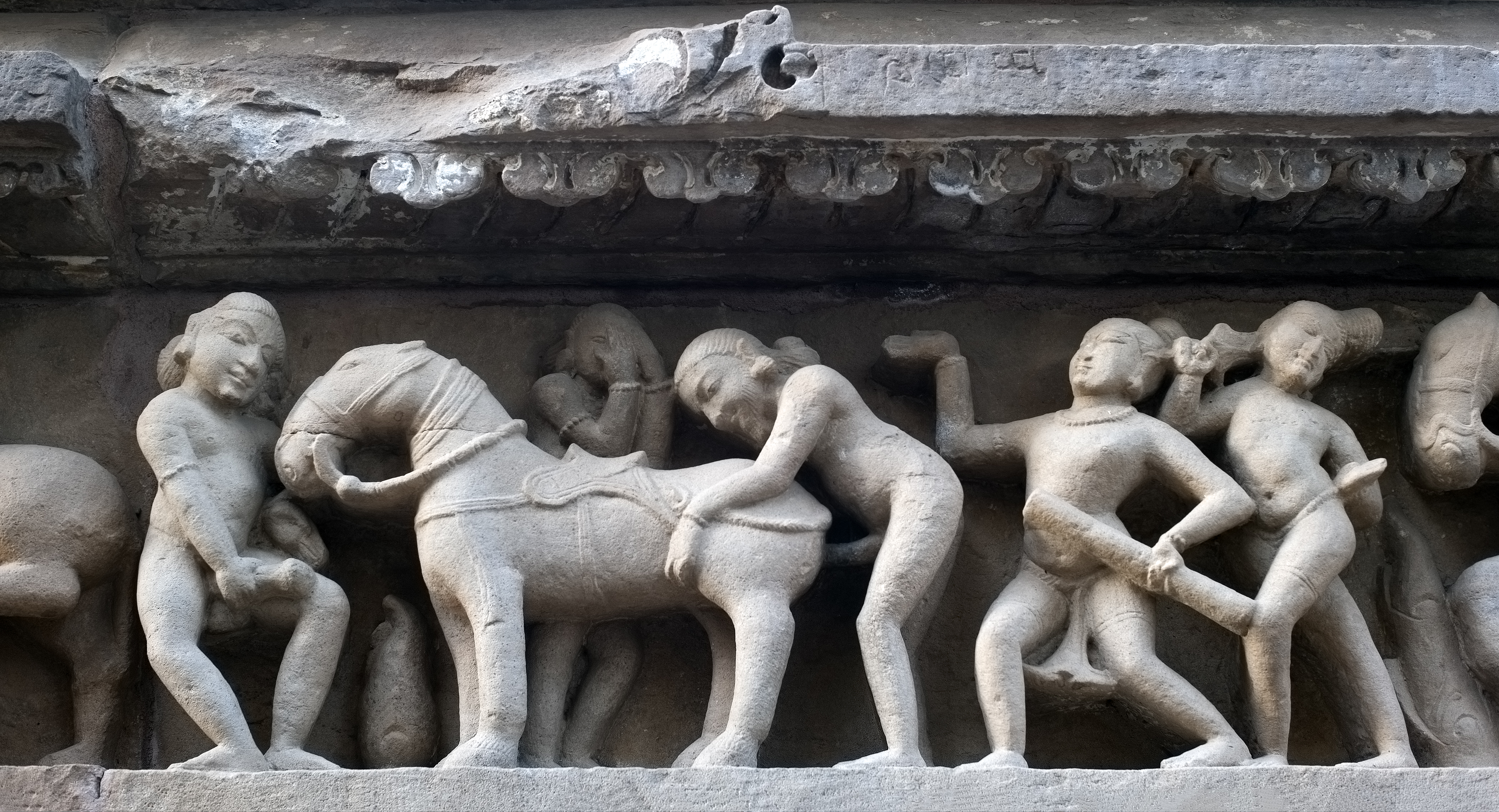
Фрагмент (зоофілія) з основи храму Лакшмана в Кхаджураго, Мадг'я-Прадеш, Індія.

На думку деяких індологів, еротичні сценки ілюструють тантричні практики. Камасутра згадує ряд гомосексуальних позицій у 8-й главі третьої частини, і в Кхаджураго представлено кілька відповідних сцен. Крім Кхаджураго гомосексуальні мотиви трапляються в архітектурі храмів у Конараку і Пурі, а також на буддійській пам'ятці в Боробудурі в Індонезії.
Індологи висувають кілька пояснень еротизму ряду скульптурних композицій Кхаджураго. По-перше, сексуальна тема могла бути загальнодоступною в Стародавній Індії і не була предметом табу. У «Ходінні за три моря» купець Афанасій Нікітін, який подорожував до Середньовічної Індії в 1468—1475 роках, зазначав: «А жінки ходять — голова не покрита, а груди голі, а хлопчики і дівчатка голі ходять до семи років, сорому не прикритий» і далі після прибуття в Бідар, «а тут люди всі чорні, всі лиходії, а жінки всі гулящі, та чаклуни, та таті, та обман, так отрута, панів отрутою морять».
По-друге, скульптури є ілюстраціями Камасутри і мають ритуальний символізм. У поєднанні йоги (контролю за емоціями і тілом) і бгоґи (фізичного задоволення) індуси бачили шлях до досягнення звільнення.
По-третє, розміщення еротичної скульптури на нижніх рівнях храмів мало на меті показати місце статевих стосунків в ієрархії людських цінностей. На верхніх рівнях розташовані тільки божества і напівбоги.
Слід зазначити, що в мистецтві Стародавньої Індії трапляються більш ранні зображення закоханих пар. До них відносяться теракотові скульптури періоду Шунга, а також скульптура більш пізнього періоду в містах Амраваті і Матхура. У цілому, еротизм храмового комплексу Кхаджураго нерідко перебільшується. За оцінками індологів, серед скульптур і барельєфів, що прикрашають зовнішні стіни західної групи храмів, еротичними є не більше 2-3 %.

## Групи храмів
Порівняння скульптури, архітектури та декоративних особливостей храмів Кхаджураго показує, що за часом будівництва всі храми можна розділити на дві групи. Рання група з менш розкішними храмами охоплює храми Чаунсат Йогіні, Брахми, Лалгун магадева і Варагі — всі вони збудовані з граніту і пісковику. Друга група становить храми тільки з пісковику. Із нього створені храми Лакшмани, Чатурбгуджі та Дуладева. Після храму Лакшмани були зведені храми Паршванатха, Вішванатха, Деві Джагадамбі та Читрагупти.
Уособленням архітектури Кхаджураго є храм Кандар'я-Магадева. Його побудували на честь Шиви, а назва відображає один з епітетів Шиви: «Великий бог печери». Вважається, що його будівництво відбулося між 1025 і 1050 роками. Храм спорудили за велінням правителя Від'ядгари, який тим самим хотів віддячити Шиві за військову перемогу над Махмудом Газневі. Усередині храм ушовуються три зали, площа яких послідовно збільшується. Перший присвячений Шиві, другий — його дружині Парваті, а в третьому залі, що представляє святилище, знаходиться Шива-лінгам.
Найпізніший період будівництва представляють храми Вамани, Адінатхи і Яварі, скромніші за розмірами, але не менш витончені. Храми розташовані вздовж головної дороги на захід від туристичного села Кхаджураго. Храми західної групи найвідвідуваніші туристами. Першим від входу розташований храм Лакшмана, поруч із ним два менші храми: Варахі і Лакшмі. Слідом за ними на одній платформі височіють храми Кандар'я-Махадева і Деві Джагадамбі. Праворуч від них стоїть єдиний у Кхаджураго храм богу Сонця, Чітрагупта. Слідом за ним ближче до виходу розташований храм Вішванатха зі святилищем бику Нанді, а ліворуч розташований храм Лакшмани, присвячений Вайкунтха Чатурмурті. Східна група храмів розташована поруч із селом Кхаджураго. Вона охоплює три вайшнавські храми (Брахми, Вамани і Яварі) і три джайністські храми (Ганатаї, Адінатха і Паршванатха). На півдні розташовано два храми: Дуладева і Чатурбхуджа. Велика статуя Ханумана розташована на середині шляху між західною групою храмів і селом Кхаджураго.